# Schuren (techniek)
Schuren is een oppervlaktebehandeling waarbij een ruw medium langs een materiaal wordt gewreven. Dit ruwe medium kan bijvoorbeeld een stuk schuurpapier zijn of een schuursponsje. Het schuren dient vrijwel altijd als een voorbehandeling. De voorbehandeling kan dienen om het oppervlak op te ruwen, zodat een deklaag of coating makkelijker op het materiaal hecht, of als eerste stap in een proces waarbij het oppervlak juist zeer glad gemaakt wordt. 

## Oppervlakte-analyse

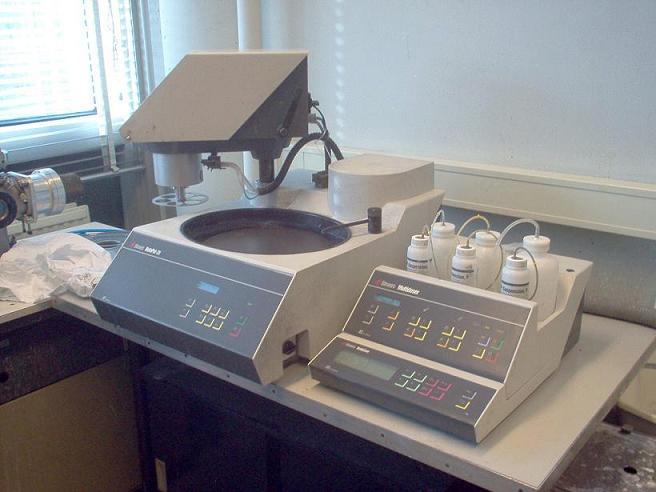
Schuur- en polijstmachine

Binnen de materiaalkunde wordt het schuren onder meer toegepast wanneer het onderzoek naar een bepaald materiaal een extra glad oppervlak vereist. Om de microstructuur van een stuk metaal bijvoorbeeld onder een optische microscoop te kunnen bekijken, dient het oppervlak van het proefstuk zeer glad te zijn. Het proefstuk wordt daartoe in een schuurstraat eerst achtereenvolgens geschuurd met een steeds fijner schuurpapier tot de diepste krassen uit het oppervlak verwijderd zijn die met het blote oog nog goed zichtbaar zijn, en wordt daarna gepolijst om ook de krassen uit het oppervlak te verwijderen die slechts met een optische microscoop te zien zijn. Afhankelijk van wat men door de microscoop wil zien, kan de microstructuur daarna ook nog geëtst worden. 
Vaste onderdelen van de schuurstraat is schuurpapier variërend in ruwheid, en een koelvloeistof. De schuurstraat zelf kan volledig handmatig zijn (waarbij de proefstukjes handmatig over het schuurpapier heen en weer bewogen dienen te worden), halfautomatisch (waarbij het schuurpapier aan een draaischijf vastzit), en machinaal (waarin het proefstuk in een houder geplaatst wordt, boven een automatische draaischijf). Bij de automatische schuurstraat kan zowel de druk waarmee het proefstuk op het papier gedrukt wordt, als de draaisnelheid van de schijf, als de tijdsduur van het schuren worden ingesteld. Alleen het papier met afnemende ruwheid dient handmatig geplaatst te worden. Koelvloeistof wordt gebruikt om de wrijvingswarmte tegen te gaan, die ontstaat door de wrijving tussen het te schuren materiaal en het schuurpapier. De koelvloeistof voorkomt dat deze warmte het materiaal een ongewenste warmtebehandeling en daarmee een ongewenste structuurverandering kan geven. De gekozen vloeistof en de hoeveelheid vloeistof die nodig is, is afhankelijk van het te schuren materiaal. Voor een te schuren materiaal dat zeer snel oxideert, zal bijvoorbeeld geen water gebruikt worden. 

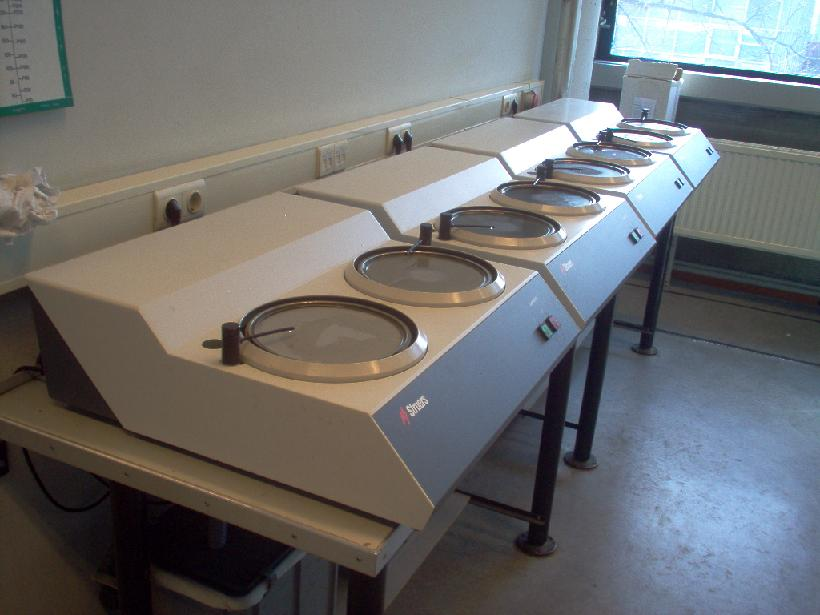
Halfautomatische schuurstraat

Tijdens het handmatig schuren is het mogelijk dat het proefstuk niet overal even goed tegen het schuurpapier wordt aangedrukt. Er bestaat dan de kans dat er "facetten" ontstaan aan het oppervlak. Het oppervlak is dan niet vlak, maar één of soms zelfs meerdere delen van het oppervlak lopen iets schuin ten opzichte van de rest van het oppervlak. Dit is zichtbaar wanneer je vanaf de zijkant naar het proefstuk kijkt en een kleine verspringing aan het oppervlak ziet, maar is nog sterker te zien door het verschil in lichtweerkaatsing aan het oppervlak, en de verschillen in de schuurrichting van de verschillende facetten aan het oppervlak. Hoe zachter het metaal, des te groter is het risico op facetten.

## Oppervlakteverruwing
Een andere situatie waarbij oppervlakten geschuurd worden, is bijvoorbeeld bij het aanbrengen van een deklaag of coating. Het schuren kan simpelweg zorgen voor verruwing van het materiaal, waardoor oppervlaktevergroting ontstaat en een aan te brengen deklaag beter aan het materiaal hecht. Ook kan het dienen om een deel van het oppervlak te verwijderen dat niet gewenst is. Bijvoorbeeld doordat er corrosie is opgetreden, of omdat er een oude deklaag op zit die niet meer in orde is. In dit geval wordt het gebruikt om de nieuwe vernislaag optimaal te laten hechten.